# Layoune
Layoune (în arabă العيون) este o comună din provincia Tissemsilt, Algeria.
Populația comunei este de 20.579 de locuitori (2008).